# Зёддрайн
Зёддрайн (нидерл. Zuiddrain) — город в западной части Суринама. Расположен в 252 км к западу от Парамарибо.
После проведения ремонта участка дороги длиной 32 км до Ньив-Никкери представляет собой конечный пункт назначения трассы Восток — Запад. На реконструкцию участка Европейский союз выделил 13,2 млн евро. Участок был открыт 30 апреля 2010 года. Между Зёддрайном и Апурой, то есть между северной и южной частью трассы, расположено бездорожье, по которому осуществляется движение на джипах. В настоящее время, в отличие от выдвинутых ранее планов, проведение дорожного покрытия не носит приоритетного характера.
В 1998 году в западной части трассы Восток-Запад было установлено паромное сообщение между Зёддрайном и Моулсон-Криком в Гайане. Это единственный официальный пункт сообщения между государствами, однако до его введения в эксплуатацию путешественники пользовались обходным путём.
С открытием моста через реку Коппенаме в 1999 году и через Бербис в декабре 2008 года единственной рекой между столицей Гайаны Джорджтауном и Парамарибо, через который отсутствует мост, остался Корантейн. Однако уже в январе 2011 года возникли планы о возведении моста через реку в районе Зёддрайна.